# Nhà sách Online
Nhà sách online là loại hình thương mại điện tử mới nở rộ tại Việt Nam trong khoảng 3 năm trở lại đây. Đó là những website kinh doanh trực tuyến nhắm vào lĩnh vực sản phẩm chính là sách. Nhưng về sau này, các website có lượng truy cập cao, khách hàng nhiều đều dần dần mở rộng lĩnh vực sản phẩm của mình ra (như lịch, quà tặng, băng đĩa, sách điện tử, vân vân...), nhắm đến việc trở thành một "nhà sách" thực thụ với sản phẩm đa dạng, hấp dẫn.
Hiện nay tại Việt Nam, có khá nhiều website thương mại điện tử đi theo định hướng trở thành Nhà sách Online, nhưng số website thực sự nổi bật và được nhiều người biết đến vẫn chưa nhiều. Trong thời gian tới, nhiều người cho rằng mô hình kinh doanh này sẽ càng được phát triển hơn, cả về quy mô lẫn số lượng.
Sắp tới, nhiều khả năng sẽ có thêm một số "nhà sách online" gia nhập cuộc đua tranh giành thị trường khách hàng mua sách, bất chấp việc một số người dân vẫn ưa thích việc ra nhà sách thực thụ hơn là lựa chọn qua website. Lý do là các nhà kinh doanh đã nhận ra rằng, không phải ở đâu người dân cũng có thể tiếp cận những đầu sách phong phú như tại các thành phố lớn. Tuy vậy, ngay giữa các website có tiếng tăm hiện nay cũng đang có sự canh tranh kịch liệt về quảng bá, chương trình khuyến mại, dịch vụ khách hàng... để tạo chỗ đứng trên thị trường kinh doanh hãy còn mới mẻ này.